# Julien Hoste
Julien Hoste (Gent, 30 mei 1921 – aldaar, 1 december 2011) was een Belgisch scheikundige, gewoon hoogleraar en rector van de Universiteit Gent.

## Levensloop
Hoste werd in 1921 in Gent geboren. Tijdens de Tweede Wereldoorlog studeerde hij chemie aan de Universiteit Gent. Hoste promoveerde in Gent in 1946 bij professor Firmin Govaert op een proefschrift over de sulfonamide-derivaten van tetramethylmethaan. Na zijn doctoraat ging hij aan de slag als werkleider in het Laboratorium voor Analytische Chemie, een plek die hij doorheen de jaren uitbouwde tot een middelgrote onderneming. In 1954 wordt hij geaggregeerde, in 1958 docent en in 1962 gewoon hoogleraar, benoemd op de leerstoel analytische chemie.
In 1977 wordt Hoste onverwacht rector van de Gentse universiteit. Zijn rectoraat werd getekend door een klimaat van besparingen en wetgevende restricties die zijn beleidsruimte beperkt hielden. Niettemin wist hij, door uitdrukkelijk te investeren in de studentenaantallen, de basisfinanciering van de universiteit op peil te houden.
Het meest opzienbarende (en telegenieke) feit uit Hostes rectoraat was het grootschalige studentenprotest tegen de verhoging van het inschrijvingsgeld: de 'slag om de tienduizend'. In maart 1979 werd Hoste zelfs een middag lang gegijzeld door betogende studenten.
Op Vlaams niveau raakte hij - op dat moment al als vicerector - sterk betrokken bij de 'Derde Industriële Revolutie Vlaanderen' (DIRV), de bakermat van Flanders Technology.
Julien Hoste ging met emeritaat op 1 oktober 1986 en overleed eind 2011 op 90-jarige leeftijd.